# Victor Planchon
Pour les articles homonymes, voir Planchon.
 Victor Planchon (Paris 5e 1863 - Lyon 7e, 1935) est un chimiste qui a inventé le film celluloïd permettant aux Frères Lumière d'y fixer leur émulsion, de filmer et de projeter leurs premiers films.

## Biographie
À l'âge de quinze ans, Victor Planchon intègre le laboratoire des Contributions indirectes de Paris dirigé par le chimiste Charles Bardy  auprès de qui il apprend la chimie et la photographie. 
En 1887, installé à Boulogne-sur-Mer, il délaisse les plaques au gélatino-bromure pour s'orienter vers le celluloïd. Afin d'obtenir une surface totalement plane, il imagine les plaques auto-tendues qui s'utilisent dans les mêmes châssis que les plaques de verre. Elles eurent un tel succès qu'il fonde cette même année la première usine européenne de pellicules photographiques. C'est la société de l’Union photographique de Boulogne.
« « J'eus alors l'occasion de voir plusieurs fois à Paris Louis Lumière et c'est ainsi qu'un beau jour, j'ai pu deviner, sans qu'un mot fût échangé, la naissance, dans son merveilleux esprit, de l'idée géniale du Cinématographe. 3 mois après notre entrevue, j'emportai à Lyon le premier rouleau de film. À Lyon, immense surprise… le cinématographe était né, projetant la vie sur une feuille de papier à dessin en guide d'écran… et avec toute la perfection des images que nous admirons de nos jours ». »
Un contrat d’exclusivité mutuelle lie les deux entreprises : Lumière n’utilisera que les pellicules Planchon et Planchon émulsionnera ses pellicules avec « l’étiquette bleue » des usines Lumière.

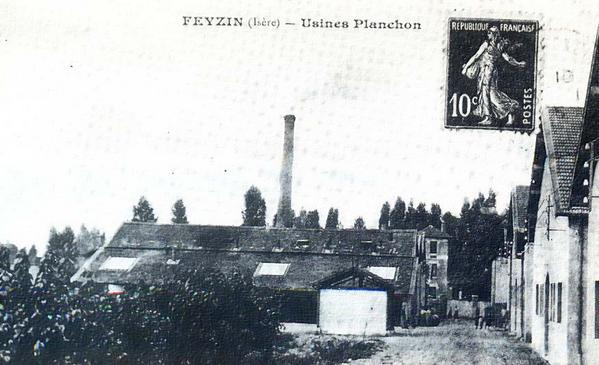
Feyzin, usines Planchon

Victor Planchon s’établit donc à Lyon et y crée en 1896 la Société anonyme des Pellicules françaises, dite PLAVIC (PLAnchon VICtor) à laquelle sont associés les Lumière. Cette société va fournir jusqu’en 1914 des millions de mètres de bandes cinématographiques sensibilisées au gélatino-bromure d’argent. L’usines Lumière étant devenue insuffisante (et polluante par ses émanations d’éther), il édifie à Feyzin, à peine un hameau alors, trois groupes d’usines permettant la fabrication de 40 000 mètres de films par jour et de toutes les matières premières nécessaires à cette fabrication. La concurrence des usines Pathé à Vincennes, après la première Guerre, oblige la Société des Celluloses Planchon à se reconvertir dans la production de soie artificielle, sous la direction d’Henri Lumière. Sans descendance, en âge de reprendre l'usine, la réussite industrielle Planchon-PLAVIC s’arrête avec lui,,.

## Mise au point

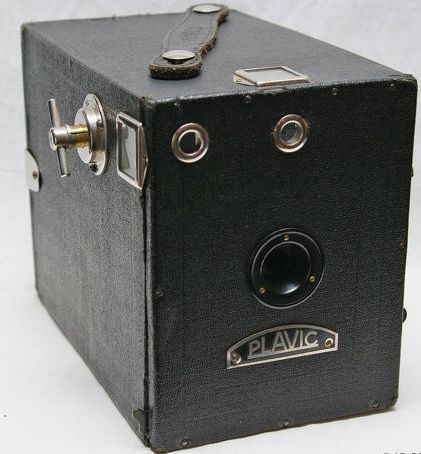
PLAVIC Plavico

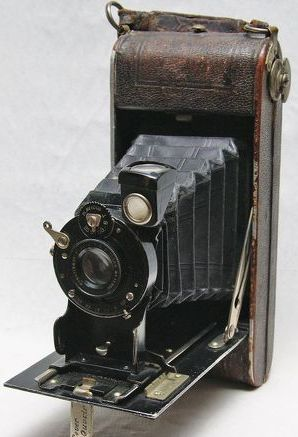
PLAVIC I

En 1893, il met au point le châssis-magasin pour pellicules auto-tendues de 24, 36 ou 48 pellicules.
« Une découverte que l’entreprenant Victor Planchon a mis en fabrication industrielle en créant sa petite usine dans la zone de Capécure, rue de Constantine. La renommée grandissante de ses plans-films dans le milieu de la photographie est rapidement parvenue jusqu’aux frères Lumière qui avaient de leur côté mis au point une émulsion de grande qualité pour laquelle ils cherchaient un support fiable. Après avoir sollicité Planchon pour apposer cette émulsion sur les fameux plans-films, Auguste et Louis Lumière lui demandèrent en 1894 de réfléchir à une bande pelliculaire pour améliorer le principe du kinétoscope d’Edison permettant de reproduire les images en mouvement. Plusieurs mois de recherche et de nombreux essais ont été nécessaires pour la mise au point de la pellicule cinématographique, obtenue après de nombreux échanges de courriers et allers-retours entre le modeste atelier de Boulogne et la ville de Lyon, siège de la société Lumière. En décembre 1895, enfin, Louis Lumière évoquait dans un courrier une pellicule proche de la perfection : « les clichés qu’elle nous a permis d’obtenir avec notre cinématographe sont d’une transparence splendide, et bien supérieurs aux pellicules que nous avons eues jusqu’ici à notre disposition. L’émulsion est pure, intense, rapide. »

## Cirque Rancy

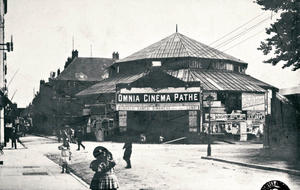
Cirque Rancy de Boulogne-sur-Mer

Par ses relations avec les Lumière, Victor Planchon organise le 8 mars 1896 la sixième projection mondiale de films, au Cirque Rancy de Boulogne-sur-Mer,

## Hommages
- Boulogne-sur-Mer aménage une place Victor-Planchon en 2012 où seront installées deux statues, celle de Victor Planchon et celle de Marilyn Monroe de l'artiste boulonnaise Sylvie Koechlin[10]